# Lillsjön (Tiveds socken, Västergötland, 652163-142756)
Lillsjön är en sjö i Laxå kommun i Västergötland och ingår i Motala ströms huvudavrinningsområde.